# Luiz Barsi Filho
Luiz Barsi Filho (São Paulo, 10 de março de 1939) é um economista, advogado e o maior investidor individual brasileiro. Conhecido como o "Warren Buffett brasileiro", Barsi construiu sua fortuna ao longo de décadas por meio da estratégia de investimentos focada em ações de empresas que pagam dividendos, adotando uma abordagem de longo prazo conhecida como buy and hold. É também um defensor da educação financeira e da independência econômica por meio do investimento em renda variável. Sua trajetória é frequentemente citada como exemplo de sucesso entre investidores de perfil conservador com visão de longo prazo.

## Biografia
Filho de imigrantes, Barsi perdeu o pai de origem italiana quando tinha apenas um ano. Sua mãe era uma das filhas “do meio” de uma família de mais de dez irmãos que veio da Espanha ainda criança, após perderem tudo em uma grande enchente na cidade onde moravam. Durante sua infância residiu num cortiço no Brás. Tornou-se engraxate com nove anos e aos 14 anos começou a trabalhar em uma corretora, período em que iniciou os investimentos, nos anos 60, e se tornou bilionário.
Barsi atuou como editor de economia, do jornal Diário Popular, entre 1970 e 1988.
Estudou direito na Faculdade de Direito de Varginha e economia na Faculdade de Economia, Finanças e Administração de São Paulo.
Apelidado de Warren Buffet brasileiro, é o maior investidor individual da BM&FBovespa.

## Estratégia de investimento

### Foco em dividendos
Luiz Barsi é conhecido por sua estratégia voltada à construção de uma renda passiva por meio de dividendos. Ele busca ações de empresas consolidadas, com histórico consistente de lucros e distribuição de proventos. Seu objetivo é transformar a Bolsa de Valores em uma espécie de "previdência própria", acumulando ações que paguem dividendos regulares e crescentes ao longo dos anos.

### Buy and hold
Sua filosofia de investimento é de longo prazo, baseada na estratégia do buy and hold. Barsi acredita que comprar boas empresas a preços atrativos e mantê-las por décadas é a melhor forma de construir riqueza.

### Setores estratégicos
Ele costuma investir em setores considerados "essenciais", como energia, saneamento, bancos, seguros e telecomunicações. Segundo ele, são setores que oferecem estabilidade, demanda contínua e boa rentabilidade — o que favorece a distribuição de dividendos.

### Aversão à especulação
Barsi se posiciona contra o trading e operações de curto prazo. Ele costuma dizer que investir é diferente de especular, e defende que o investidor de verdade deve se tornar sócio das empresas em que aplica seu dinheiro.

### Criação de carteira previdenciária
Ele costuma falar sobre a carteira previdenciária, que é uma seleção de ações com foco exclusivo em gerar fluxo de caixa via dividendos, como uma aposentadoria privada. Essa visão é parte central de sua filosofia.